# Reprezentacja Korei Południowej w unihokeju mężczyzn
Reprezentacja Korei Południowej w unihokeju mężczyzn – drużyna reprezentująca Korea Południowa w rozgrywkach międzynarodowych w unihokeju mężczyzn.

## Udział w imprezach międzynarodowych

### Mistrzostwach Świata
| Rok     | M                       | Z                       | R                       | P                       | Suma                    | +/-                     | Miejsce                 |
| ------- | ----------------------- | ----------------------- | ----------------------- | ----------------------- | ----------------------- | ----------------------- | ----------------------- |
| MŚ 1996 | nie brali udziału       | nie brali udziału       | nie brali udziału       | nie brali udziału       | nie brali udziału       | nie brali udziału       | nie brali udziału       |
| MŚ 1998 | nie brali udziału       | nie brali udziału       | nie brali udziału       | nie brali udziału       | nie brali udziału       | nie brali udziału       | nie brali udziału       |
| MŚ 2000 | nie brali udziału       | nie brali udziału       | nie brali udziału       | nie brali udziału       | nie brali udziału       | nie brali udziału       | nie brali udziału       |
| MŚ 2002 | nie brali udziału       | nie brali udziału       | nie brali udziału       | nie brali udziału       | nie brali udziału       | nie brali udziału       | nie brali udziału       |
| MŚ 2004 | nie brali udziału       | nie brali udziału       | nie brali udziału       | nie brali udziału       | nie brali udziału       | nie brali udziału       | nie brali udziału       |
| MŚ 2006 | nie brali udziału       | nie brali udziału       | nie brali udziału       | nie brali udziału       | nie brali udziału       | nie brali udziału       | nie brali udziału       |
| MŚ 2008 | nie zakwalifikowali się | nie zakwalifikowali się | nie zakwalifikowali się | nie zakwalifikowali się | nie zakwalifikowali się | nie zakwalifikowali się | nie zakwalifikowali się |
| MŚ 2010 | nie zakwalifikowali się | nie zakwalifikowali się | nie zakwalifikowali się | nie zakwalifikowali się | nie zakwalifikowali się | nie zakwalifikowali się | nie zakwalifikowali się |
| MŚ 2012 | nie zakwalifikowali się | nie zakwalifikowali się | nie zakwalifikowali się | nie zakwalifikowali się | nie zakwalifikowali się | nie zakwalifikowali się | nie zakwalifikowali się |
| MŚ 2014 | 5                       | 1                       | 0                       | 4                       | 14:48                   | -34                     | 16.miejsce              |
| Razem   | 5                       | 1                       | 0                       | 4                       | 14:48                   | -34                     |                         |

### Kwalifikacje do MŚ
| Rok  | M | Z | R | P | Suma  | +/- | Miejsce |
| ---- | - | - | - | - | ----- | --- | ------- |
| 2012 | 3 | 1 | 0 | 2 | 11:10 | +1  | 3/4     |
| 2014 | 4 | 2 | 1 | 1 | 24:14 | +10 | 2/5     |
| 2016 | 4 | 2 | 1 | 1 | 21:19 | +2  | 5/7     |